# Christiane Schmullius
Christiane Schmullius (* 14. Mai 1960) ist eine deutsche Geographin, Geoinformatikerin und Hochschullehrerin.

## Leben und Wirken
Christiane Schmullius studierte an den Universitäten Frankfurt am Main und Santa Barbara, wo sie den Master of Arts erlangte. Von 1986 bis 1988 war sie wissenschaftliche Mitarbeiterin am Institut für Photogrammetrie und Fernerkundung der Universität Karlsruhe und arbeitete im Rahmen von Projekten des Bundesministeriums für Bildung und Forschung (BMBF) über Möglichkeiten zur Nutzung von Fernerkundungsdaten im Umweltbereich sowie in der Land- und Forstwirtschaft.
1988 bis 1991 war sie wissenschaftliche Mitarbeiterin im Fachbereich Geowissenschaften am Institut für Weltraumwissenschaften der Freien Universität Berlin. 1991 bis 1994 war sie Postdoktorandin am Institut für Hochfrequenztechnik des Deutschen Zentrums für Luft- und Raumfahrt. 1992 wurde sie an der FU Berlin mit der Arbeit Radarfernerkundungen landwirtschaftlicher Flächen mit einem flugzeuggetragenen L-, C- und X-Band Scatterometer promoviert.
Von 1991 bis 1994 war sie Mitarbeiterin am Institut für Hochfrequenztechnik der Deutschen Forschungsanstalt für Luft- und Raumfahrt. Von 1996 bis 2000 leitete sie die Gruppe Geomatics und war an drei Space-Shuttle-Missionen beteiligt, so als „DLR Project Scientist“ an der Shuttle Radar Topography Mission.
Seit 1995 ist sie Mitglied in mehreren nationalen und internationalen Gremien.
2000 wurde sie als Professorin für Fernerkundung am Lehrstuhl für Geoinformatik an die Universität Jena berufen. 2006 wurde sie auf den neu eingerichteten Lehrstuhl für Fernerkundung berufen und wurde geschäftsführende Direktorin des Instituts für Geographie.
Von 2007 bis 2011 war sie Mitglied des beratenden Ausschusses für Erdsystemwissenschaften (Earth Science Advisory Committee) der Europäischen Weltraumorganisation (ESA).

## Auszeichnungen
Christiane Schmullius wurde 2010 mit dem Bundesverdienstkreuz 1. Klasse ausgezeichnet.

## Schriften
- Radarfernerkundungen landwirtschaftlicher Flächen mit einem flugzeuggetragenen L-, C- und X-Band Scatterometer (= Berliner geowissenschaftliche Abhandlungen: D, Geoinformatik. Band 3). Dissertation. FU Berlin 1992. Fachbereich Geowissenschaften FU Berlin, Berlin 1992, ISBN 3-927541-55-9.
- mit Christian Thiel, Carsten Pathe, Maurizio Santoro: Radar Time Series for Land Cover and Forest Mapping. In: Claudia Kuenzer, Stefan Dech, Wolfgang Wagner (Hrsg.): Remote Sensing Time Series-Revealing Land Surface Dynamics (= Remote Sensing and Digital Image Processing. Volume 22). Springer, Cham 2015, ISBN 978-3-319-15966-9, S. 323–356, doi:10.1007/978-3-319-15967-6_16.